# Flipper (Band)
Flipper ist eine amerikanische Punk-Band aus San Francisco, Kalifornien.

## Geschichte
1979 rekrutierten der Gitarrist Ted Falconi und der Bassist Russell „Will Shatter“ Wilkinson, die beide einen Punk-Hintergrund hatten und seit einigen Monaten zwanglos zusammen musizierten, den Sänger Ricky Williams und gründeten gemeinsam die Band Flipper, benannt nach Williams’ Haustieren, die allesamt „Flipper“ hießen. Schlagzeuger Steve DePace komplettierte das Line-up. Falconi gestaltete das markante Logo der Band, einen stilisierten Fisch mit hervorstechenden Zähnen. Noch vor den ersten Aufnahmen wurde Williams durch Bruice Calderwood ersetzt.
Nach dem Drogentod von Bassist Wilkinson 1987 verschwand die Band für drei Jahre in der Versenkung, bevor sie 1990 mit neuem Bassisten (John Dougherty) wieder auftrat und ein neues Album aufnahm. Kurz nach dessen Veröffentlichung starb der ursprüngliche Sänger Williams an einer Überdosis Heroin. 1997 starb auch Bassist Dougherty an einer Überdosis. In der Folge waren keine Aktivitäten der Band mehr zu verzeichnen, bis sie 2005 wieder mit Auftritten begann. Im Dezember 2006 ersetzte Krist Novoselić, ehemals Bassist der Band Nirvana, den Bassisten Steve DeMartis für eine UK- und Irland-Tour und für die Aufnahmen zu den 2009 erschienenen Alben Love und Fight.

## Stil
Die Band prägte mit ihrem düsteren, monotonen, basslastigen Stil verschiedene Bands des Alternative Rocks wie Nirvana, Killdozer und The Melvins.

## Diskografie
- 1981: Generic (Subterranean Records)
- 1984: Blow'n Chunks (Kassette, Reach Out International Records)
- 1984: Gone Fishin‘ (Subterranean)
- 1986: Public Flipper Limited (Subterranean)
- 1988: Sex Bomb Baby (Kompilation, Subterranean)
- 1993: American Grafishy (Def American)
- 1997: Live At CBGB's (Live-Album, Overground Records)
- 2009: Love (MVD Audio)
- 2009: Fight (Live-Album, MVD Audio)